# Дикое (озеро, Верхнекетский район)
Ди́кое — пресноводное озеро на юго-востоке Верхнекетского района Томской области России, расположено в междуречье рек Кеть и Тоголика.
Имеет форму, вытянутую с юго-запада на северо-восток. Высота над уровнем моря — 96,7 м. Площадь озера — 10,2 км². Длина составляет около 6 км, ширина в центральной части достигает 2,1 км.
Значительных притоков не имеет. К северо-востоку лежит озеро Малое Дикое, к юго-западу — Поганые озёра. Острова отсутствуют. Береговая линия слабо изрезана, берега в значительной мере заболочены (болото Пыргыныльняры). Доступ к озеру сильно затруднён. Населённые пункты на озере отсутствуют, ближайший — Максимкин Яр в 5 км к юг-юго-западу.